# Ablabesmyia philosphagnos
Ablabesmyia philosphagnos är en tvåvingeart som beskrevs av Beck 1966. Ablabesmyia philosphagnos ingår i släktet Ablabesmyia och familjen fjädermyggor. Inga underarter finns listade i Catalogue of Life.